# شارب ديفيلوب
شارب ديفيلوب (بالإنجليزية: SharpDevelop)‏ هو بيئة تطوير متكاملة مفتوحة المصدر خاصة لبرمجة لغات سي شارب وفيجوال بيسك دوت نت؛ يشبه كثيرا مايكروسوفت فيجوال ستوديو، ويفضل بعض المطورين استخدامه بدلاً من مايكروسوفت فيجوال ستوديو لأنه حر ومفتوح المصدر.

## إصداراته
صدر من شارب ديفيلوب عدة إصدارات لكي تتوافق مع تطور إطار عمل دوت نت:
- SharpDevelop 1.1 لكي يعمل على إطار عمل دوت نت 1.1
- SharpDevelop 2
- SharpDevelop 3
- SharpDevelop 4
- SharpDevelop 5 يدعم اطار عمل دوت نت من الإصدار 2.0 إلى 4.5.1 ويدعم السي شارب فقط إلى حد الآن

## مميزات البرنامج
- يحتوي على مصمم نوافذ مثل الموجود في مايكروسوفت فيجيوال ستوديو
- يدعم خاصة إكمال الكود (بالإنجليزية: Auto Complete)‏
- يحتوي على أداة تستطيع تحول الكود المكتوب بـ سي شارب إلى فيجوال بيسك والعكس
- يمكن المستخدم من كتابة كود إيه إس بي دوت نت ولغة الرقم القابلة للامتداد (بالإنجليزية: XML)‏ ولغة رقم النص الفائق (بالإنجليزية: HTML)‏
- يدعم خاصية تلوين الكود
- يدعم اللغات الآخر مثل c++ , python

## وصلات خارجية
- شارب ديفيلوب على موقع SourceForge (الإنجليزية)